# Miletus courvoisieri
Miletus courvoisieri är en fjärilsart som beskrevs av Hans Fruhstorfer 1917. Miletus courvoisieri ingår i släktet Miletus och familjen juvelvingar. Inga underarter finns listade i Catalogue of Life.